# قاذفة انقضاضية

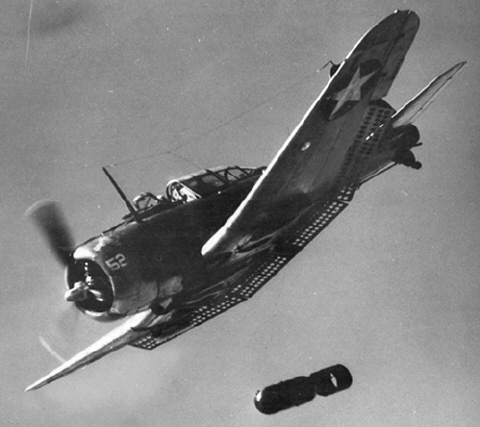
الطائرة دوگلاس أس بي دي دونتلس أثناء قصفها أحد الأهداف، وتبدو مانعات الانزلاق واضحة أسفل أجنحة الطائرة.

قاذفة الانقضاض أو الطائرة المنقضة أو القاذفة الانقضاضية هي مركبة جوّية قاذفة، تنقض على الأهداف بغرض تحقيق أعلى معدّلات الإصابة الممكنة للقنابل، حيث يساعد الانقضاض على تسهيل مسار القنبلة، كما يمكّن الطيار من تحقيق الاتصال البصري حتى إصابة الهدف المُحدد، وتُستخدم القاذفات الانقضاضية في إصابة الأهداف الثابتة، وكذلك السُفن والتي كان من الصعب إصابتها بالقاذفات السابقة.
تقوم القاذفات الانقضاضية بمناورات وهبوط بزاويا سحيقة تترواح ما بين 45 و70 درجة، ومن ثمّ تحتاج لمحركات قوية تسمح برفع جسم الطائرة بعد إلقاء القنابل، مما يُشكِّل عبئًا كبيرًا على الطائرة والطيّار على حدٍ سواء، حيث تتطلب الطائرة الانقضاضية جسمًا قويًا للحد من سرعتها أثناء الانقضاض على الهدف، مما جعل القاذفات الانقضاضية نوعًا من القاذفات الخفيفة والتي لا تتجاوز حمولتها من القنابل 450 كيلو گرام.
ومن أشهر القاذفات الانقضاضية على مَر التاريخ الطائرة يونكرز يو 87 "شتوكا" ألمانية الصُنع، والتي استُخدمت على نطاق واسع في المراحل الأولى من الحرب العالمية الثانية، والطائرة أيتشي دي 3 أيه "ڤال" يابانية الصُنع، والتي تمكنت من إغراق العدد الأكبر من سُفن الحلفاء الحربية، أكثر من أي طائرة أخرى تابعة لقوات المحور، كذلك الطائرة دوگلاس أس بي دي دونتلس أمريكية الصنع، والتي قامت بإغراق أكبر عدد من السُفن اليابانية متفوقة على باقي طائرات قوات الحلفاء جميعها، كما اشتهرت الطائرة دوگلاس أس بي دي دونتلس كونها السبب الرئيسي في انتصار الولايات المتحدة في معركة ميدواي، كما كانت محورًا رئيسيًا في تحقيق الانتصار خلال معركة بحر كورال، علاوة على مشاركتها خلال جميع المعارك التي استُخدمت فيها حاملات الطائرات الأمريكية.

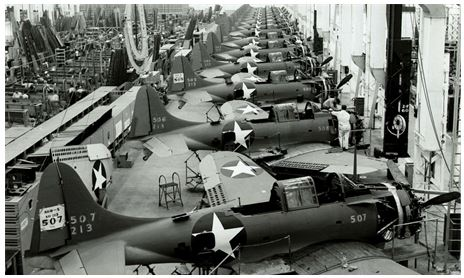
المراحل النهائية لتجميع القاذفات الانقضاضية من طراز دوگلاس أس بي دي دونتلس عام 1943 بمصنع شركة دوگلاس للطائرات بإل سگوندو، كاليفورنيا، وتبدو فرامل الانقضاض واضحة تحت الأجنحة.

ولا يُعد القصف الانقضاضي النوع الوحيد من قصف الاهداف من ارتفاع منخفض، فهناك القصف المتزلج، والذي على الرغم من اتاحته لمتابعة جيدة للأهدا المُراد تدميرها، إلا أنه ذو كفاءة أقل من القصف الانقضاضي، وتُعد الطائرات يونكرز يو 88 ألمانية الصُنع، وپيتلياكوڤ پي-2 سوڤۑتية الصُنع أكثر الطائرات المُستخدمة في هذا المجال، كما تُعد الطائرة هاينكل هي 177 ألمانية الصُنع أكثر الطائرات تضررًت في هذا المجال، نتيجة إجراء العديد من التعديلات عليها لتحويلها من قاذفة انزلاقية؛ وهو ما صُممت لأجله؛ إلى قاذفة انقضاضية، ويختلف مصطلح القاذقة الانزلاقية أو الطيران الانزلاقي عن ما يُعرف بالقنبلة الانزلاقية، والتي تنزلق نحو الهدف بينما تظل القاذفة نفسها على مستوى طيران معتدل أو مستوي، ولا يُعتبر تعديل تصميم القاذفات الانزلاقية إلى قاذفات انقضاضية هو الوحيد الذي تم اختباره لزيادة كفاءة إصابة الإهداف، حيث سبقه تزويد القاذفات الانزلاقية بمصوّب نوردن لرفع كفاءة التصويب إلا أن هذا التعديل هو الأخر لم يثبت جدواه.
جدير بالذكر أن القصف الانقضاضي استخدم بكتره قبيل وأثناء الحرب العالمية الثانية، وتراجع استخدامها بقوة أثناء الحرب عندما وضحت سهولة استهدافها من قِبل الطائرات المقاتلة المعادية، كما استُبدلت في أعقاب الحرب بمنظومة متطورة من الطائرات الحديثة المزوّدة بمصوّبات أوتوماتيكية، وتسليح أفضل من ذي قبل، علاوة على قدرة الطائرات الجديدة على حمل الرؤوس النووية، الأمر الذي قلل كثيرًا من أهمية دقة التصويب، حتى أصبحت القاذفات المزوّدة بالقنابل الذكيّة متاحة في العِقد السادس من القرن العشرين، ومع ذلك، لا تزال القاذفات التكتيكية تعتمد على الانقضاض على الأهداف حتى يومنا هذا لتحقيق مجال أوضح لرؤية الأهداف المُراد إصابتها على الرغم من التوقّف عن استخدام القاذفات الانقضاضية منذ اختراع المحركات النفاثة.